# Эйхенфельд
Эйхенфельд — упразднённое село в Константиновском районе Амурской области, Россия. Место компактного проживания российских немцев.
Ликвидировано в 1941 г.

## География
Располагалось на левом берегу р. Топкача, в 6 км к северу от села Нижняя Полтавка.

## Население[1]
| год     | 1928 | 1941 |
| ------- | ---- | ---- |
| человек | 146  | 61   |

## История
Основано в 1928 году переселенцами с Алтайского края. Община братских меннонитов входила в состав общины Блюменрот. в 1931 г. организован колхоз имени Тельмана. Все население депортировано 15-16.11.1941 г.